# La canzone di Hiawatha

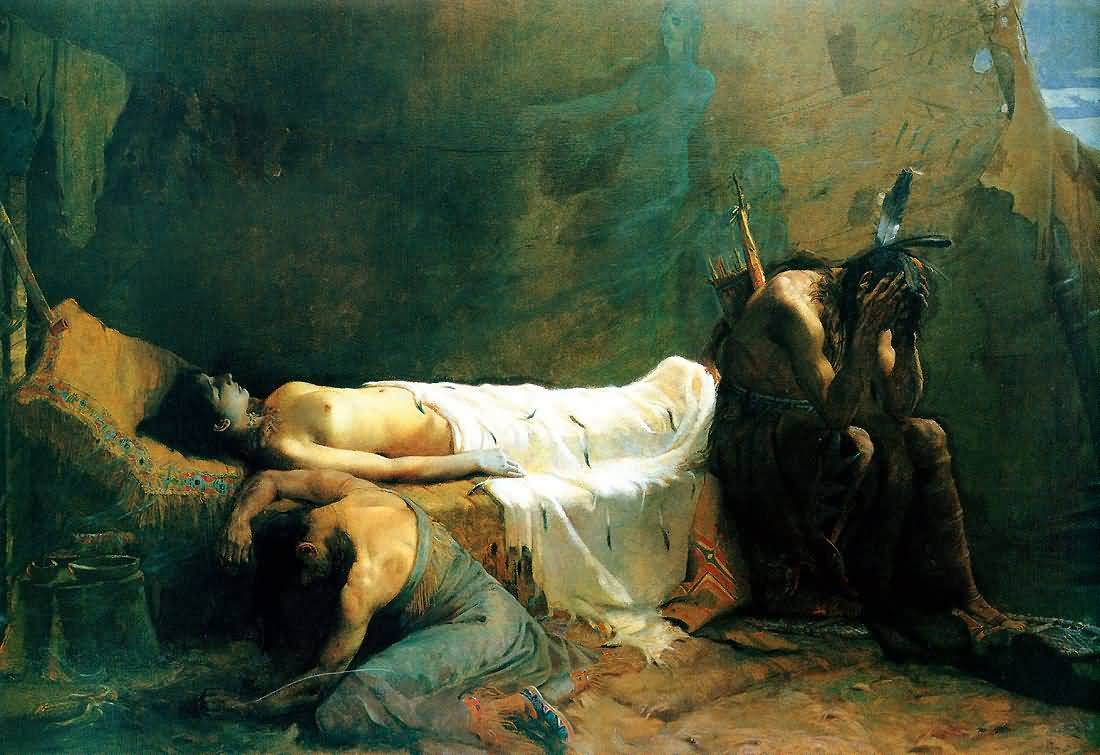
Un'illustrazione del poema

La canzone di Hiawatha o Il canto di Hiawatha (The Song of Hiawatha) è un poema epico in tetrameri trocaici scritto da Henry Wadsworth Longfellow nel 1855 nel quale i personaggi sono nativi americani. L'epica racconta le avventure immaginarie di un guerriero Ojibway chiamato Hiawatha e la tragedia del suo amore per Minnehaha, una donna Dakota. La storia è ambientata nell'area del Michigan conosciuta come Pictured Rocks, sulla sponda meridionale del Lake Superior. Il poema è basato su tradizioni orali riguardanti la figura di Manabozho, ma contiene anche delle innovazioni dell'autore.
Le fonti di Longfellow per le leggende e l'etnografia del poema furono il capo Ojibway Kahge-ga-gah-bowh durante le sue visite alla casa di Longfellow, Falco Nero e altri indiani Sauk e Meskwaki incontrati a Boston Common, le Algic Researches (1839) e altri scritti dell'etnografo e agente indiano Henry Rowe Schoolcraft, e i testi di John Heckewelder. Il poema di Longfellow è considerato, per il suo scopo, concetto e altri particolari, un'opera della letteratura romantica statunitense, non una rappresentazione della tradizione orale nativa americana.

## Adattamenti cinematografici
Dal poema sono stati tratti i seguenti film:
- Hiawatha, the Messiah of the Ojibway - film del 1903  diretto da Joe Rosenthal
- Hiawatha - film del 1905 (UK)
- Hiawatha - film del 1908 (USA)
- Hiawatha - film del 1909 (USA) diretto da William V. Ranous
- Hiawatha (o Hiawatha: The Indian Passion Play) - film del 1913 (USA)
- Il piccolo Hiawatha, della serie Sinfonie allegre di Walt Disney - film di animazione del 1937 (USA) diretto da David Hand
- Ciavatta e Rosicchio (Hiawatha's Rabbit Hunt), cortometraggio d'animazione del 1941 della serie Merrie Melodies (USA) diretto da Friz Freleng
- La valanga dei sioux (Hiawatha) - film del 1952 (USA) diretto da Kurt Neumann
- The Legend of Hiawatha - film tv di animazione del 1983 (USA/Canada) diretto da Sebastian Grunstra
- Hiawatha - film tv del 1984 (UK) diretto da Michael Bogdanov
- Dýmka míru - cortometraggio di animazione del 1988 (Cecoslovacchia) diretto da Stanislav Remes
- Hiawatha - film tv di animazione del 1988 (Australia)
- Song of Hiawatha - film del 1997 (Canada) diretto da Jeffrey Shore

## Musica
- Antonín Dvořák affermò di aver scritto i due movimenti centrali (II. Largo - III. Scherzo: Molto vivace) della sua Sinfonia Dal Nuovo Mondo (n. 9, op. 95) ispirandosi al Song of Hiawatha, di Henry Longfellow. Il musicista - che se l'era visto proporre più volte ma invano da Msr. Thurber come soggetto per un'opera - aveva letto e ammirato il poema nella traduzione in ceco di J.V. Sládek. I due episodi a cui il compositore aveva fatto riferimento sono rispettivamente: la danza cerimoniale nella foresta e la festa nuziale.